# 오죽로
오죽로(Ojuk-ro)는 전라남도 곡성군 죽곡면 태평삼거리에서 곡성면 오곡면 오지삼거리 까지 연결하는 도로아다.

## 주요 경유지
전라남도
- 곡성군 (죽곡면 . 오곡면)

## 노선경로
| 이름            | 접속 노선                | 소재지 | 소재지 | 비고 |
| --------------- | ------------------------ | ------ | ------ | ---- |
| 태평삼거리      | 국도 제18호선 (대황강로) | 곡성군 | 죽곡면 |      |
| 제1태평교       |                          | 곡성군 | 죽곡면 |      |
| 제2태평교       |                          | 곡성군 | 죽곡면 |      |
| 봉정교          |                          | 곡성군 | 죽곡면 |      |
| 진둔치          |                          | 곡성군 | 죽곡면 |      |
| 구성교          |                          | 곡성군 | 오곡면 |      |
| 미산2교 미산1교 |                          | 곡성군 | 오곡면 |      |
| 오지삼거리      | 기차마을로               | 곡성군 | 오곡면 |      |

## 주요 건물 및 시설
- 곡성군죽곡면보건지소 (오죽로 5/태평리 416-1)
- 죽곡면행정복지센터 (오죽로 17/태평리 394-2)
- 농협 석곡농협 죽곡지점 (오죽로 24/태평리 398-2)
- 죽곡우체국 (오죽로 25/태평리 394-5)
- 농협 석곡농협하나로마트 죽곡점 (오죽로 26/태평리 398-9)
- 죽곡초등학교 (죽곡로 48/태평리 614)